# Tour de la Bank Markazi
La tour de la Bank Markazi (en persan : برج بانک مرکزی) est un immeuble de grande hauteur situé dans le quartier Davoodiyeh dans le nord de Téhéran, entre l'autoroute Shahid Haghani (en) et le boulevard Mirdamad (en).
Sa façade est constituée de panneaux de verres réfléchissants bleu foncé distinctifs.
Il est le siège de la Banque centrale d'Iran.

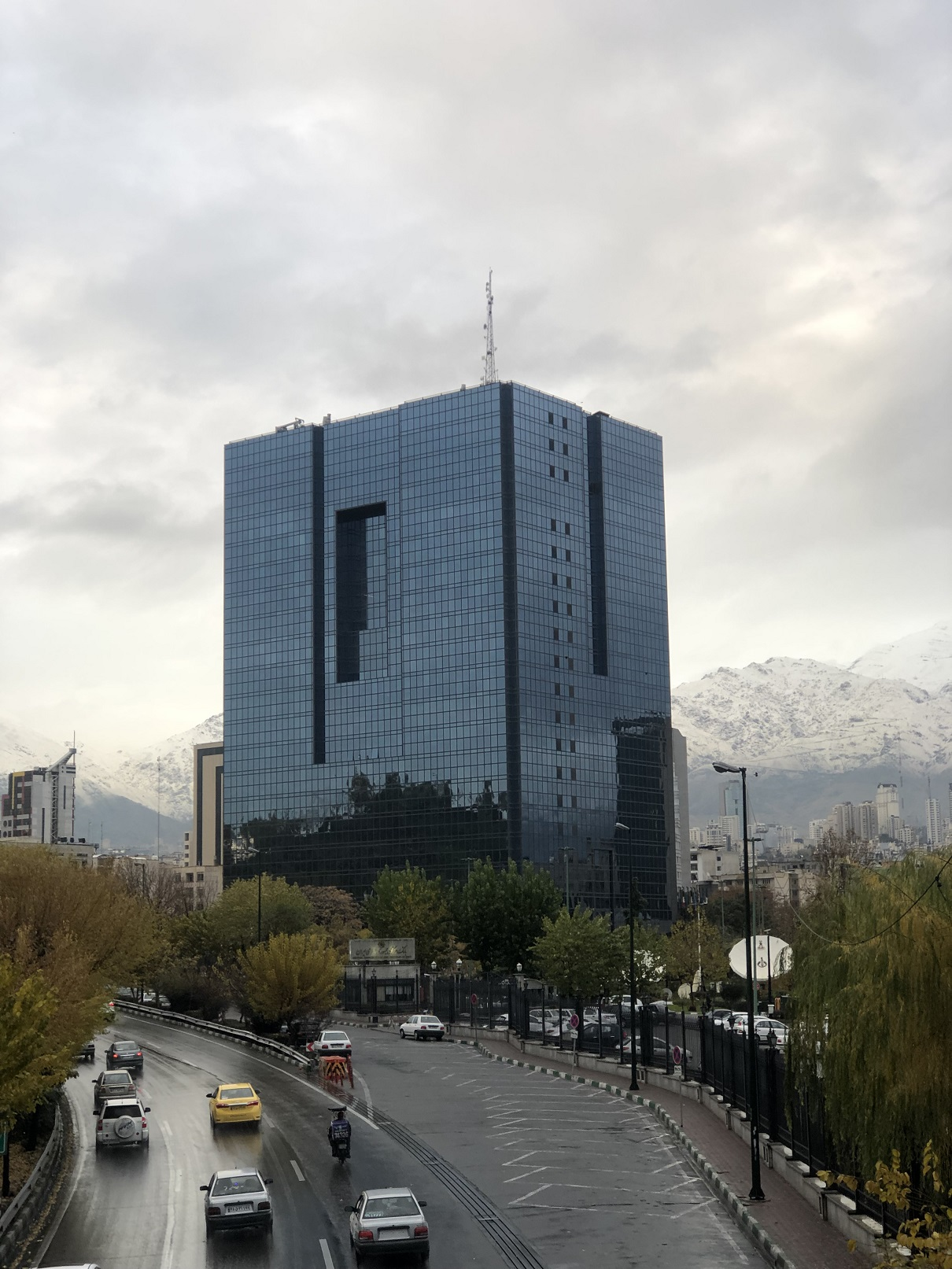
Tour de la Bank Markazi.